# Salacioideae
Salacioideae es una subfamilia de plantas con flores perteneciente a la familia Celastraceae. El género tipo es: Salacia L.

## Géneros
- Annulodiscus Tardieu = Salacia L.
- Calypso Thouars = Salacia L.
- Cheiloclinium Miers
- Johnia Roxb. = Salacia L.
- Peritassa Miers
- Salacia L.
- Salacicratea Loes. = Salacia L.
- Salacighia Loes.
- Thyrsosalacia Loes.
- Tontelea Miers